# Ramadà (mes)
|  | Aquest article tracta sobre el mes del calendari musulmà. Si cerqueu la pràctica religiosa, vegeu «Ramadà». |

El ramadà (de l'àrab: رمضان, ramaḍān) és el novè mes del calendari musulmà i té 30 dies. En català, es fa servir indiferentment la paraula ramadà per a designar aquest mes i, per metonímia, el dejuni especial (sawm) que té lloc durant aquest període, i que constitueix un dels cinc pilars de l'islam. El mot ramadà ja havia estat el nom del novè mes en la cultura àrab anterior a l'arribada de l'islam; la paraula deriva de l'arrel àrab r-m-ḍ, que fa referència a ‘xardor’, ‘calda’, ‘ardència’.
Dins del mes del ramadà, se celebra la Nit del Destí (Làylat al-Qadr). Segons la tradició, va ser en el transcurs d'aquesta nit que l'Alcorà va ser revelat per l'arcàngel Gabriel al profeta Muhàmmad. Tot i que no hi ha acord en quina de les deu darreres nits del mes del ramadà va tenir lloc aquesta efemèride, la majoria de sunnites la celebren, per convenció, durant la nit del 26 al 27.

## Dates assenyalades
- 2 de ramadà, revelació de la Torà a Moisès (tradició del xiisme).
- 10 de ramadà, mort de Khadija, la primera esposa de Muhàmmad.
- 12 de ramadà, revelació evangèlica a Jesús (tradició del xiisme).
- 15 de ramadà, naixença de l'imam al-Hàssan ibn Alí.
- 17 de ramadà, victòria dels musulmans en la batalla de Badr.
- 18 de ramadà, revelació del Llibre dels salms a David (tradició del xiisme).
- 21 de ramadà, mort del califa i imam Alí ibn Abi-Tàlib.
- 23 de ramadà, revelació de l'Alcorà a Muhàmmad (tradició del xiisme).
- Nit del 26 al 27 de ramadà, Nit del Destí, en què, segons la tradició sunnita majoritària, va tenir lloc la revelació de l'Alcorà a Muhàmmad.